# Рауль Гутьєррес
Рауль Гутьєррес (ісп. Raúl Gutiérrez, нар. 16 жовтня 1966, Мехіко) — мексиканський футболіст, що грав на позиції захисника. По завершенні ігрової кар'єри — тренер. З 2023 року очолює тренерський штаб клубу «Коррекамінос».
Виступав, зокрема, за клуби «Атланте» та «Америка», а також національну збірну Мексики.
Дворазовий чемпіон Мексики.

## Клубна кар'єра
У дорослому футболі дебютував 1989 року виступами за команду клубу «Атланте», в якій провів п'ять сезонів, взявши участь у 109 матчах чемпіонату. Більшість часу, проведеного у складі «Атланте», був основним гравцем захисту команди.
Своєю грою за цю команду привернув увагу представників тренерського штабу клубу «Америка», до складу якого приєднався 1994 року. Відіграв за команду з Мехіко наступні п'ять сезонів своєї ігрової кар'єри. Граючи у складі «Америки» також здебільшого виходив на поле в основному складі команди.
Згодом з 2000 по 2002 рік грав у складі команд клубів «Атланте» та «Америка».
Завершив професійну ігрову кар'єру у клубі «Леон», за команду якого виступав протягом 2002—2002 років.

## Виступи за збірну
1991 року дебютував в офіційних матчах у складі національної збірної Мексики. Протягом кар'єри у національній команді, яка тривала 6 років, провів у формі головної команди країни 37 матчів.
У складі збірної був учасником розіграшу Кубка Америки 1993 року в Еквадорі, де разом з командою здобув «срібло», чемпіонату світу 1994 року у США, розіграшу Кубка Америки 1995 року в Уругваї, розіграшу Кубка конфедерацій 1995 року у Саудівській Аравії, на якому команда здобула бронзові нагороди, розіграшу Золотого кубка КОНКАКАФ 1996 року у США, здобувши того року титул континентального чемпіона.

## Кар'єра тренера
Розпочав тренерську кар'єру, повернувшись до футболу після невеликої перерви, 2007 року, очоливши тренерський штаб клубу «Коррекамінос», де пропрацював з 2007 по 2009 рік.
Протягом тренерської кар'єри також очолював юнацьку збірну Мексики.
З 2014 по 2016 очолював тренерський штаб олімпійської збірної Мексики. У складі збірної — учасник футбольного турніру на Олімпійських іграх 2016 року у Ріо-де-Жанейро.
6 червня 2017 очолив команду «Атланте». 22 жовтня 2017 клуб звільнив його з посади головного тренера після поразки 1–4 від «Тампіко».
У 2019 очолював інший мексиканський клуб УАЕМ Потрос, а у 2020 очолював один сезон команду «Сан-Хосе». У сезоні 2021–22 головний тренер гондурського клубу «Реал Еспанья». У 2022 році повернувся на батьківщину, де очолив «Крус Асуль», а з 2023 року «Коррекамінос».

## Титули і досягнення
Гравець
- Чемпіон Мексики (2):

«Атланте»: 1992-1993
«Америка»: 2002
- Срібний призер Кубка Америки: 1993
- Переможець Золотого кубка КОНКАКАФ: 1996

Тренер
- Чемпіон світу (U-17): 2011
- Чемпіон КОНКАКАФ (U-17): 2013
- Переможець Ігор Центральної Америки та Карибського басейну: 2014
- Срібний призер Панамериканських ігор: 2015